# Antyseksualizm
Antyseksualizm − termin odnoszący się do poglądów sprzeciwiających się seksualności.

## Historia
Dawniej poglądy tego typu były zazwyczaj uzasadniane religijnie, ale obecnie spotyka się świeckich antyseksualistów związanych z ruchami takimi jak straight edge i głęboka ekologia. Pod koniec XX wieku powstał Międzynarodowy Ruch Antyseksualistyczny (IAM, International Antisexual Movement), a jednym z jego twórców został rosyjski pisarz Jurij Niestierienko. Antyseksualizm sprzeciwia się zazwyczaj także romantycznej miłości.
Antyseksualiści uzasadniają swój sprzeciw wobec seksu argumentami takimi jak:
- seksualność komplikuje relacje międzyludzkie
- popęd płciowy jest prymitywnym zwierzęcym instynktem, natomiast ludzie powinni kierować się rozumem
- popęd płciowy jest marnotrawstwem energii i pieniędzy, które można zużytkować w sposób bardziej twórczy
- seks utrudnia rozwój duchowości
- seks prowadzi do ucisku kobiet przez mężczyzn
- by zrealizować seksualne pragnienia, ludzie często uciekają się do kłamstwa i przemocy
- substancje wydzielane w mózgu podczas stosunku działają jak narkotyki
- seks prowadzi do niekontrolowanej reprodukcji, co jest przyczyną przeludnienia.[2]

Przekonania antyseksualistyczne stanowiły przedmiot badania w pracy Bertranda Russella Małżeństwo i moralność, zwłaszcza w rozdziale IV. Zdaniem Russella, głównymi przyczynami nastrojów antyseksualistycznych są zazdrość i zmęczenie seksualne.
Niektórzy mężczyźni antyseksualiści poddają się kastracji, by ograniczyć swój popęd płciowy (jak Orygenes)

## Religie i antyseksualizm
Jezus Chrystus przykazuje miłość, lecz zabrania pożądać, i to nie tylko żony swego bliźniego, lecz zabrania pożądać w ogóle:

Słyszeliście, że powiedziano: Nie cudzołóż! A Ja wam powiadam: Każdy, kto pożądliwie patrzy na kobietę, już się w swoim sercu dopuścił z nią cudzołóstwa.

- Współżycie poza małżeństwem w religii katolickiej uznawane jest zawsze za grzech przeciwko VI Przykazaniu Bożemu. Kościół nie potępia aktu współżycia, jeżeli jest pełny i dokonany w małżeństwie.
- Niektóre wyznania gnostyckie uważały materię za złą i unikały wszystkich form przyjemności cielesnej.
- Szejkersi, radykalne wyznanie protestanckie powstałe w XVIII wieku w Anglii, potępiają wszelkie formy seksualności (również prokreację). By utrzymać swoją liczebność, szejkersi adoptowali sieroty.
- Podobne poglądy głosili rosyjscy skopcy.
- Wiele kierunków w hinduizmie (np. wisznuizm, gaudija wisznuizm) oraz w buddyzmie głosi konieczność ograniczenia aktywności seksualnej tylko do prokreacji w ramach małżeństwa, a za najwyższy ideał uznaje wyrzeczenie się tej formy aktywności (np. sannjasa).